# ТЕС Хассі–Р'Мель I, II
ТЕС Хассі–Р'Мель – теплова електростанція у центральній частині Алжиру, в районі найбільшого газового родовища країни Хассі-Р’мель.
У 2013 році грецька компанія METKA отримала підряд на виконання будівельних робіт за проектом першої черги. Основне обладнання останньої склали дві встановлені на роботу у відкритому циклі газові турбіни загальною потужністю 368 МВт.
Друга черга отримала три газові турбіни загальною потужністю 591 МВт. Станом на початок 2016 року за проектом Хассі–Р'Мель II було виконано 70% робіт.
Станція використовує природний газ, що надходить по перемичці довжиною 6 км та діаметром 700 мм від трубопровідного коридору Хассі-Р'Мель – Скікда.
Видач продукції відбувається під напругою 400 кВ.